# 维塔利·巴赫梅季耶夫
维塔利·维克托罗维奇·巴赫梅季耶夫（羅馬化：Vitaliy Viktorovich Bakhmet'yev；1961年8月12日—）是俄罗斯政治人物，第七届和第八届国家杜马代表。他出生于冶金学家家庭。后来他毕业于马格尼托哥尔斯克国立技术大学。1984 年，他开始在马格尼托哥尔斯克钢铁公司工作，八年后，他领导了该厂的金属成型和铸造车间。
2005年，巴赫梅季耶夫当选为马格尼托哥尔斯克市议会第三届代表，并被分配到预算和财政政策委员会。三年后，巴赫梅季耶夫成为马格尼托哥尔斯克钢铁厂材料和技术资源商务总监。2012年，他在俄罗斯总统选举中成为弗拉基米尔·普京的心腹之一。2015年，巴赫梅捷夫被任命为马格尼托哥尔斯克市长；2016年9月27日，他因当选第七届国家杜马议员而离任。2021年，他连任第八届国家杜马代表。
维塔利·巴赫梅季耶夫已婚并育有三个孩子。

## 制裁
巴赫梅季耶夫于2022年因俄乌战争而受到英国政府制裁。

## 荣誉
- 祖国功勋奖章（2003年）
- 矿工光荣勋章（英语：Miner's Glory Medal）